# Гибралтар на Европском првенству у атлетици на отвореном 1986.
Гибралтар је учествовао на 14. Европском првенству на отвореном 1986 одржаном у Штутгарту, Западна Немачка, од 26. до 31. августа. Ово је било седмо Европско првенство на отвореном на којем је Гибралтар учествовао. Репрезентацију Гибралтара представљао је један такмичар који се такмичио у траци на 800 метара.
На овом првенству представник Гибралтара није освојио ниједну медаљу али је остварио најбољи лични резултат сезоне.

## Учесници
Мушкарци:
- Џон Чапори — 800 м

## Резултати

### Мушкарци
| Атлетичар  | Дисциплина | Лични рекорд | Квалификације | Квалификације | Полуфинале           | Полуфинале           | Финале               | Финале  | Детаљи |
| Атлетичар  | Дисциплина | Лични рекорд | Резултат      | Место         | Резултат             | Место                | Резултат             | Место   | Детаљи |
| ---------- | ---------- | ------------ | ------------- | ------------- | -------------------- | -------------------- | -------------------- | ------- | ------ |
| Џон Чапори | 800 м      |              | 1:57,45 ЛРС   | 7. у гр. 4    | Није се квалификовао | Није се квалификовао | Није се квалификовао | 27 / 27 |        |